# Cap Chelagski
Le cap Chelagski (en russe : Мыс Шелагский) est un cap de Russie situé dans l'est de la Sibérie et baigné par la mer de Sibérie orientale.
Le cap délimite, à l'est, l'entrée de la baie de Tchaoun.
En juillet 1879, le baron finlandais Adolf Erik Nordenskiöld est le premier navigateur à passer de l'Atlantique au Pacifique en longeant les côtes de la Sibérie à bord de la Vega, une baleinière de 45 mètres. Il a été stoppé par les glaces début septembre 1879, peu après le cap Chelagski, à quelques jours de navigation du détroit de Béring. Cette expédition de scientifiques a dû hiverner dix mois sur place avant de reprendre sa route.